# Richárd Nagy
Richárd Nagy, citato anche come Richard Nagy (Želiezovce, 9 marzo 1993), è un nuotatore slovacco.
È originario di Želiezovce. È membro della comunità ungherese in Slovacchia.
Ha gareggiato alle Olimpiadi estive del 2016 a Rio de Janeiro e alle Olimpiadi estive del 2020 a Tokyo.